# Квартирник
Кварти́рник — концерт, проводящийся в обычной квартире, в домашних условиях. Как правило, на нём выступает небольшое количество музыкантов с акустическими инструментами. Слушателям предоставляется возможность поближе познакомиться с исполнителями, а музыкантам — получше узнать свою аудиторию. Создаётся непринуждённая обстановка, стирающая грани между выступающим и зрителем. Также на квартирниках могут устраиваться так называемые «джемы», когда собирается несколько музыкантов, которые импровизируют на заданную музыкальную тему. 
Квартирники были распространены в СССР до конца 1980-х годов, когда некоторые музыканты и рок-группы не могли официально давать публичные выступления, из-за конфликта с культурной политикой СССР. 
Существуют и поэтические квартирники, на которых поэты могут прочитать аудитории свои стихи, стихи других авторов, высказать своё мнение по поводу услышанного или прочитанного.

## История явления
Магнитофонные записи песен известного русского поэта и автора-исполнителя Александра Галича, нелегально распространявшиеся в СССР, были произведены на его многочисленных «домашних» концертах.
Ранние записи песен Владимира Высоцкого были сделаны на «квартирниках» 1960-х годов. 
Квартирники давали такие известные музыканты русского рока, как Егор Летов, Борис Гребенщиков, Виктор Цой, Майк Науменко, Юрий Шевчук, Юрий Наумов и другие. Один из квартирников был запечатлён в документальном фильме «Рок» (1987, режиссёр А. Учитель).
Известные квартирники проходили в Москве у физика Александра Кривомазова. С 1975 по 1983 год в его квартире состоялось более 350 неофициальных литературных и музыкальных вечеров. Здесь Венедикт Ерофеев читал «Москву — Петушки», а Аркадий Стругацкий рассказывал о съемках «Сталкера». Кривомазов собрал большой фото- и аудиоархив этих встреч, однако не все из него уцелело.
В правление Л. Брежнева к квартирникам относились терпимо, и если органы власти узнавали о них, как правило, ограничивались устным выговором. Однако в 1983—1985 годы, по инициативе К. Черненко, выступление на таких самодеятельных концертах было приравнено к предпринимательской деятельности, нарушающей монополию Госконцерта СССР, и грозило санкциями вплоть до тюремного заключения.
Современность
Если квартирники в СССР проводились вследствие политики запрета, отсутствия возможности выступлений для музыкантов, то интерес к современным квартирникам обусловлен в первую очередь определённой эксклюзивностью и экзотичностью. Квартирник является отличной проверкой музыканта на звёздность, показывает, насколько музыкант интересен как человек. Во время квартирника музыкант не может спрятаться за аранжировку, за своего коллегу или в гримёрке.
В 2000-е годы «квартирник» пережил новую популярность. Квартирники давали и дают Михаил Башаков, «Зимовье зверей», Кирилл Комаров, Найк Борзов, SunSay, Юта, Умка, Кошка Сашка, Александр Чернецкий, Вадим «Чёрный Лукич» Кузьмин, Захар Май, Сергей Бабкин, Илья Сёмкин, Илья Чёрт, Николай Коперник, Uma2rmaH, Lumen, Би-2 и др. 
 
Это движение продолжает развиваться. При этом стоит понимать, что многие вещи, называющиеся «квартирниками», таковыми не являются[прояснить]. 
Из наиболее известных современных мест можно назвать «квартирники у Гороховского» в Санкт-Петербурге. 
С 2015 года выходит музыкальная программа «Квартирник у Маргулиса» (сначала на канале Че, потом на НТВ), стилизованная под квартирник; ведущий — Евгений Маргулис.
С 26 сентября 2019 года в Москве с периодичностью ориентировочно раз-два в месяц проводятся квартирники Банки джема, Архивная копия от 22 апреля 2021 на Wayback Machine где собираются разноуровневые современные начинающие и уже сыгранные музыканты, чтобы поделиться своим творчеством и познакомиться с творчеством других артистов. На мероприятиях Банки можно встретить Добрера, Архивная копия от 11 марта 2022 на Wayback Machine организатора своих московских квартирников; Олега Кармунина, Архивная копия от 16 августа 2021 на Wayback Machine современного музыкального критика, автора телеграм-канала «Русский шаффл Архивная копия от 16 августа 2021 на Wayback Machine». Банка сотрудничает с клубами ALIBI, Mezzo forte, КрафтЛаб баром, антикафе Циферблат и другими площадками. 